# Конрад фон Ветин
Конрад фон Ветин (на немски: Konrad von Wettin; * 1015; † ок. 17 януари и 14 февруари сл. 1040) е граф на Ветин, Брена и Камбург в Тюрингия.
Той е петият син на маркграф Дитрих I фон Лужица († 1034) и съпругата му Матилда фон Майсен († ок. 1030), дъщеря на маркраф Екехард I фон Майсен († 1002) и съпругата му Сванхилда Билунг († 1014), дъщеря на маркграф Херман Билунг († 973). По бащина линия той е внук на граф Дедо I фон Ветин и Титбурга фон Халденслебен.
Брат е на Дедо I, Фридрих I, от 1064 г. епископ на Мюнстер, Тимо, Геро и на Хидда, омъжена за херцог Спитигнев II от Бохемия (1055 – 1061).
На 19 ноември 1034 г. баща му Дитрих II е убит от хората на своя зет Екехард II и Дедо I се възкачва на трона.

## Фамилия
Конрад се жени за Отехилдис фон Катленбург († 31 март) от род Удони, дъщеря на граф Дитрих I фон Катленбург († убит 1056) и съпругата му Бертрада от Холандия, дъщеря на граф Дитрих III Холандски-Йерусалимски († 1039). Те имат две дъщери:

- Гера
- Бертрада фон Ветин (* ок. 1080; † 1145), омъжена за граф Берингер фон Зангерхаузен († пр. 25 юли 1110), син на граф Лудвиг Брадати фон Шауенбург от Тюрингия († 1080) и Цецилия фон Зангерхаузен.